# Zuidoost (Veenendaal)
Zuidoost is een wijk in de gemeente Veenendaal in de Nederlandse provincie Utrecht. In de wijk wonen ruim 13.900 mensen.

## Geschiedenis
Zuidoost is een wijk in Veenendaal. De wijk bestaat uit zowel oudere buurten als uit uitbreidingswijken.

## Buurten
De wijk bestaat uit de buurten: 
- Engelenburg
- Het Ambacht
- Boslaan en omgeving
- Petenbos-West
- Petenbos-Oost
- Nijverkamp
- De Groene Velden
- De Blauwe Hel
- Bezuiden de Middelbuurtseweg

## Voorzieningen
De buurt De Groene Velden bevat vele sportvelden en een recreatieplas 'De Surfvijver'. Nijverkamp is een grootschalig industrieterrein.

## Openbaar vervoer
Vanaf Rhenen en Elst rijden buslijnen 50 (via Petenbos-West) en 87 (via Petenbos-Oost) richting station Veenendaal Centrum.
Wijken: Centrum · Noordoost · Zuidoost · Zuidwest · Noordwest · West

Buurten: Koopcentrum · Vijgendam en omgeving · Schrijverswijk · Beatrixstraat en omgeving · Dragonder-Noord · Dragonder-Oost · Dragonder-Zuid · Spitsbergen · Veenendaal-Oost · Engelenburg · Boslaan en omgeving · Petenbos-West · Petenbos-Oost · De Groene Velden · 't Goeie Spoor en omgeving · Franse Gat · Salamander · Molenbrug · 't Hoorntje · De Pol · De Gelderse Blom · Oudeveen en De Schans en omgeving · Componistenbuurt · Vogelbuurt · Schepenbuurt · Dichtersbuurt
Industriegebieden: Het Ambacht · Nijverkamp · De Faktorij en De Vendel · De Compagnie · De Compagnie-Oost · De Batterijen
Buitengebieden: Fort Buurtsteeg · Bezuiden de Dijkstraat · De Blauwe Hel · Bezuiden de Middelbuurtseweg
Utrecht · Plaatsen in de provincie      Nederland · Provincies · Gemeenten